# زید عبدالعزیز
زید عبدالعزیز (انگلیسی: Zaid Abdul-Aziz؛ زادهٔ ۷ آوریل ۱۹۴۶) بازیکن بسکتبال اهل ایالات متحده آمریکا است.
از باشگاه‌هایی که در آن بازی کرده‌است می‌توان به میلواکی باکس، بوستون سلتیکس، لس آنجلس کلیپرز، سیاتل سوپرسانیکس، و هیوستون راکتس اشاره کرد.